# Natalia Bykova (tennis)
Pour les articles homonymes, voir Natalia Bykova et Bykova.
Natalia Bykova (née le 13 septembre 1966) est une joueuse de tennis soviétique puis russe, professionnelle du milieu des années 1980 à  2002. Elle est également connue sous son nom martial Natalia Egorova à la suite de son mariage avec N. Egorov. 
Elle a remporté deux tournois WTA en double pendant sa carrière.

## Palmarès

### Titres en double dames
| No | Date       | Nom et lieu du tournoi           | Catégorie | Dotation  | Surface    | Partenaire        | Finalistes                     | Score    |          |
| -- | ---------- | -------------------------------- | --------- | --------- | ---------- | ----------------- | ------------------------------ | -------- | -------- |
| 1  | 29-02-1988 | Virginia Slims of Kansas Wichita | Tier V    | 100 000 $ | Dur (int.) | Svetlana Cherneva | Jana Novotná Catherine Suire   | 6-3, 6-4 | Parcours |
| 2  | 18-04-1988 | Singapore Open Singapour         | Tier V    | 50 000 $  | Dur (ext.) | Natalia Medvedeva | Leila Meskhi Svetlana Cherneva | 7-6, 6-3 | Parcours |

### Finale en double dames
| No | Date       | Nom et lieu du tournoi | Catégorie | Dotation  | Surface      | Vainqueures                       | Partenaire   | Score    |          |
| -- | ---------- | ---------------------- | --------- | --------- | ------------ | --------------------------------- | ------------ | -------- | -------- |
| 1  | 21-09-1987 | Citizen Cup Hambourg   |           | 150 000 $ | Terre (ext.) | Claudia Kohde-Kilsch Jana Novotná | Leila Meskhi | 7-6, 7-6 | Parcours |

## Parcours en Grand Chelem

### En simple dames
| Année | Open d'Australie | Open d'Australie | Internationaux de France | Internationaux de France | Wimbledon       | Wimbledon        | US Open         | US Open      |
| 1987  | -                | -                | -                        | -                        | 1er tour (1/64) | Camille Benjamin | 1er tour (1/64) | Helen Kelesi |
| 1988  | -                | -                | 1er tour (1/64)          | Michelle Casati          | 2e tour (1/32)  | Barbara Potter   | 2e tour (1/32)  | Lori McNeil  |

À droite du résultat, l’ultime adversaire.

### En double dames
| Année | Open d'Australie | Open d'Australie | Internationaux de France | Internationaux de France | Wimbledon                    | Wimbledon               | US Open                      | US Open                   |
| 1987  | -                | -                | -                        | -                        | -                            | -                       | 3e tour (1/8) S. Cherneva    | Kathy Jordan E. Smylie    |
| 1988  | -                | -                | 3e tour (1/8) N. Zvereva | Navrátilová Pam Shriver  | 1er tour (1/32) N. Medvedeva | Chris Evert W. Turnbull | 1er tour (1/32) Leila Meskhi | Iva Budařová S. Wasserman |
| 1993  | -                | -                | -                        | -                        | 1er tour (1/32) S. Cherneva  | Pam Shriver E. Smylie   | -                            | -                         |

Sous le résultat, la partenaire ; à droite, l’ultime équipe adverse.

### En double mixte
| Année | Open d'Australie | Open d'Australie | Internationaux de France      | Internationaux de France | Wimbledon | Wimbledon | US Open | US Open |
| 1988  | -                | -                | 1er tour (1/32) Andres Vysand | M. Bollegraf Tom Nijssen | -         | -         | -       | -       |

Sous le résultat, le partenaire ; à droite, l’ultime équipe adverse.

## Parcours en Coupe de la Fédération
| #                                                          | Date       | Lieu   | Surface    | Gagnante(s)                      | Perdante(s)                      | Score    |          |
|                                                            |            |        |            |                                  |                                  |          |          |
| 1985 - 1er tour (groupe mondial) - Bulgarie - URSS - 3 : 0 |            |        |            |                                  |                                  |          |          |
| 1                                                          | 08/10/1985 | Nagoya | Dur (ext.) | Katerina Maleeva Manuela Maleeva | Natalia Bykova Svetlana Cherneva | 6-3, 7-5 | Parcours |

## Classements WTA en fin de saison

### En simple
| Année | 1986 | 1987 | 1988 | 1992 | 1993 | 1994 | 1995 | 1996 | 1997 | 1998 | 1999 | 2000 | 2001 | 2002 |
| Rang  | 228  | 94   | 82   | 549  | 499  | 632  | 435  | 469  | 310  | 454  | 422  | 441  | 397  | 1223 |

Source : (en) « Classements de Natalia Bykova (tennis) », sur le site officiel du WTA Tour

### En double
| Année | 1986 | 1987 | 1988 | 1992 | 1993 | 1994 | 1995 | 1996 | 1997 | 1998 | 1999 | 2000 | 2001 | 2002 |
| Rang  | 172  | 55   | 50   | 299  | 131  | 193  | 209  | 282  | 257  | 347  | 358  | 311  | 269  | 955  |

Source : (en) « Classements de Natalia Bykova (tennis) », sur le site officiel du WTA Tour